# Zofingen

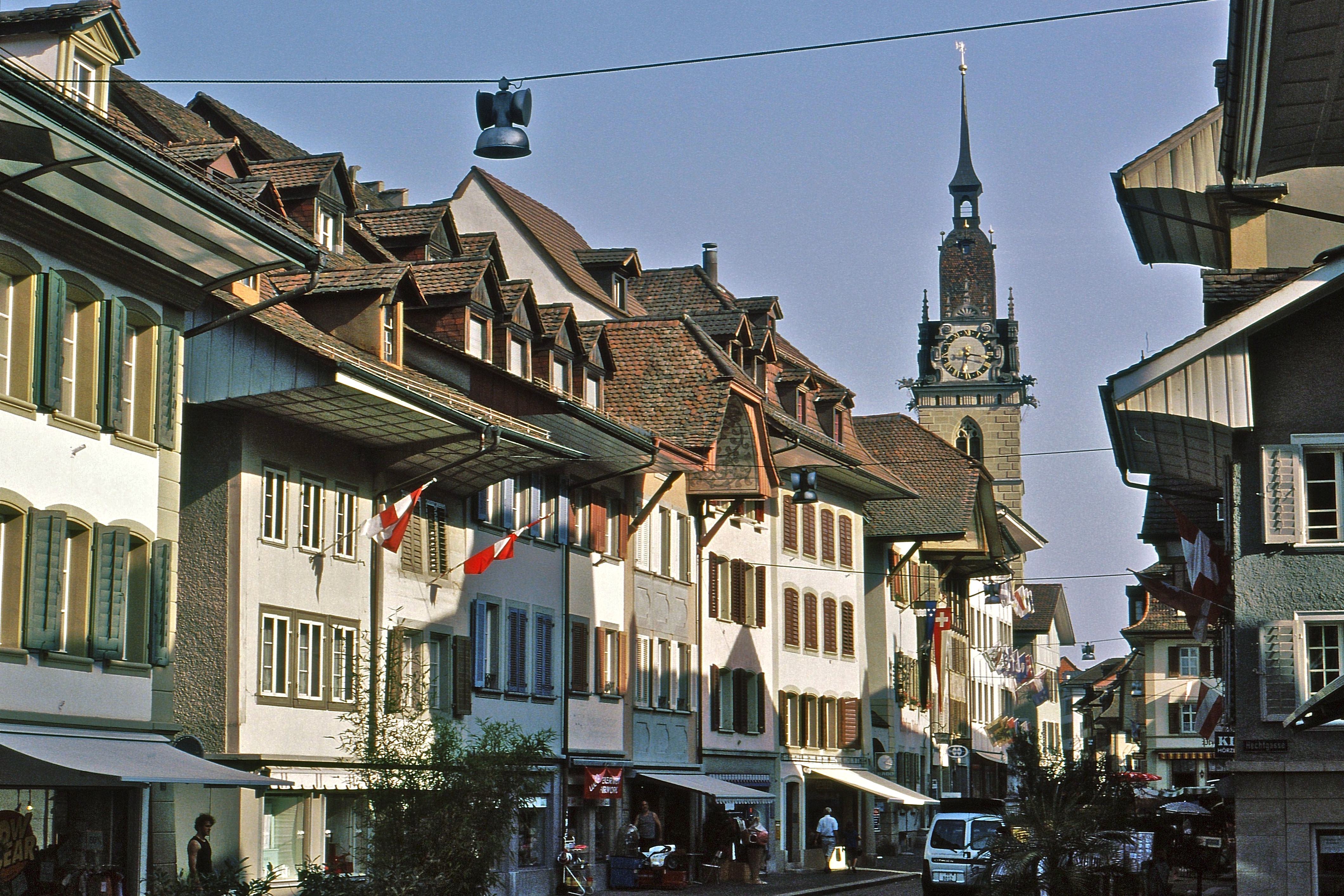
Centrala Zofingen.

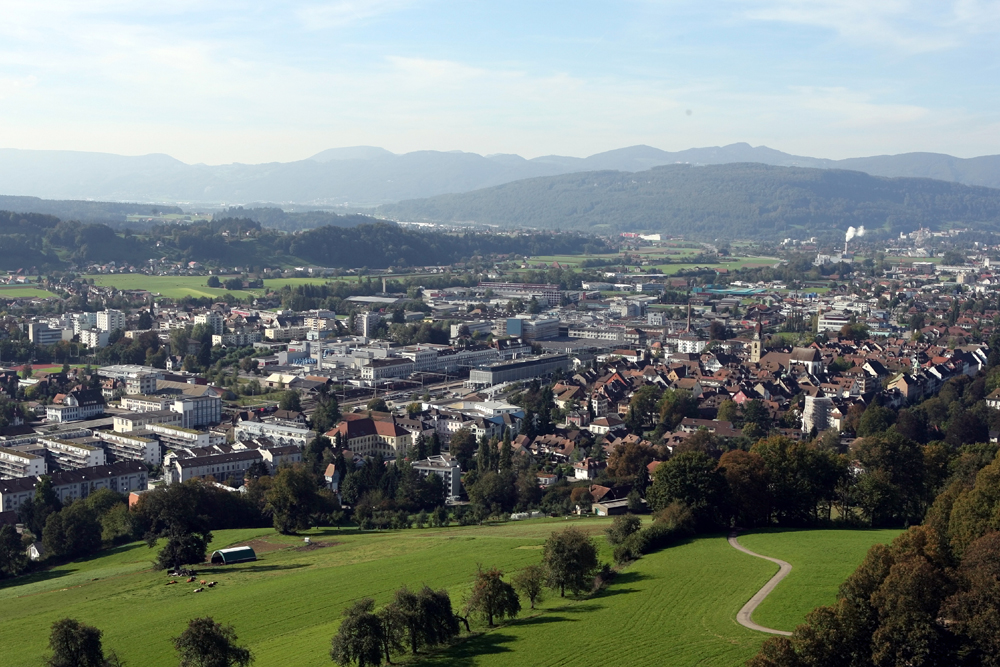
Vy över Zofingen.

Zofingen (schweizertyska: Zofige, franska: Zofingue) är en stad och kommun i distriktet Zofingen i kantonen Aargau i Schweiz. Kommunen har 12 796 invånare (2023). Zofingen är huvudort i distriktet med samma namn.
Den 1 januari 2002 inkorporerades kommunen Mühlethal in i Zofingen. Kommunen består av staden Zofingen samt orten Mühlethal.
En majoritet (91,7 %) av invånarna är tyskspråkiga (2014). 26,7 % är katoliker, 37,0 % är reformert kristna och 36,3 % tillhör en annan trosinriktning eller saknar en religiös tillhörighet (2014).